# Dezoksiguanozin
Dezoksiguanozin se sastoji od purinskog nukleozida guanina vezanog svojim N9 azotom za C1 ugljenik dezoksiriboze. On je sličan guanozinu, ali sa jednom hidroksilnom grupom odstranjenom sa 2' pozicije šećera riboze. Ako je fosfatna grupa vezana na 5' poziciji, on postaje dezoksiguanozin monofosfat.

## Spoljašnje veze
- Deoxyguanosine на 